# Tiberiu Ștefan Incze
Tiberiu Ștefan Incze este un fost senator român în legislatura 1992-1996 ales în județul Alba pe listele partidului UDMR. În cadrul activității sale parlamentare, Tiberiu Ștefan Incze a inițiat o singură moțiune. 

## Legături externe
- Tiberiu Ștefan Incze Arhivat în 22 august 2016, la Wayback Machine. la cdep.ro